# Stolpersteine in der Steiermark
Stolpersteine in der Steiermark enthält die Listen der Stolpersteine im österreichischen Bundesland Steiermark. Stolpersteine erinnern an das Schicksal der Menschen, die von den Nationalsozialisten ermordet, deportiert, vertrieben oder in den Suizid getrieben wurden. Die Steine wurden von Gunter Demnig konzipiert und verlegt. Sie werden im Regelfall vor dem letzten selbstgewählten Wohnort verlegt.

## Listen der Stolpersteine
- Liste der Stolpersteine in Bruck an der Mur
- Liste der Stolpersteine in Frohnleiten
- Liste der Stolpersteine in Graz (links der Mur)
- Liste der Stolpersteine in Graz (rechts der Mur)
- Liste der Stolpersteine in Kindberg
- Liste der Stolpersteine in Köflach
- Liste der Stolpersteine in Leoben
- Liste der Stolpersteine in Ramsau am Dachstein
- Liste der Stolpersteine in Sankt Ruprecht an der Raab
- Liste der Stolpersteine in Schladming